# Ludwik de Bourbon (hrabia Vermandois)

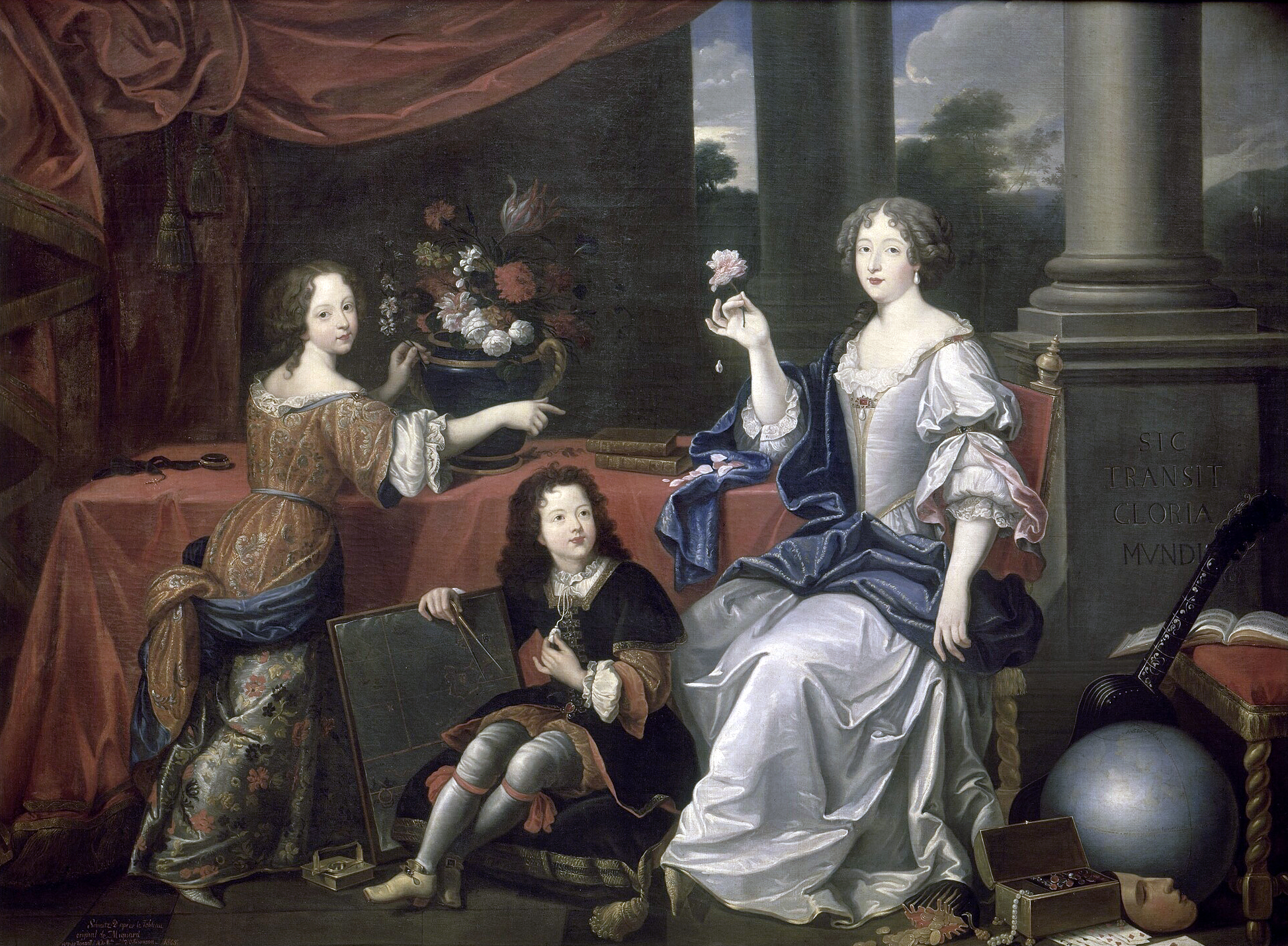
Ludwik z siostrą i matką

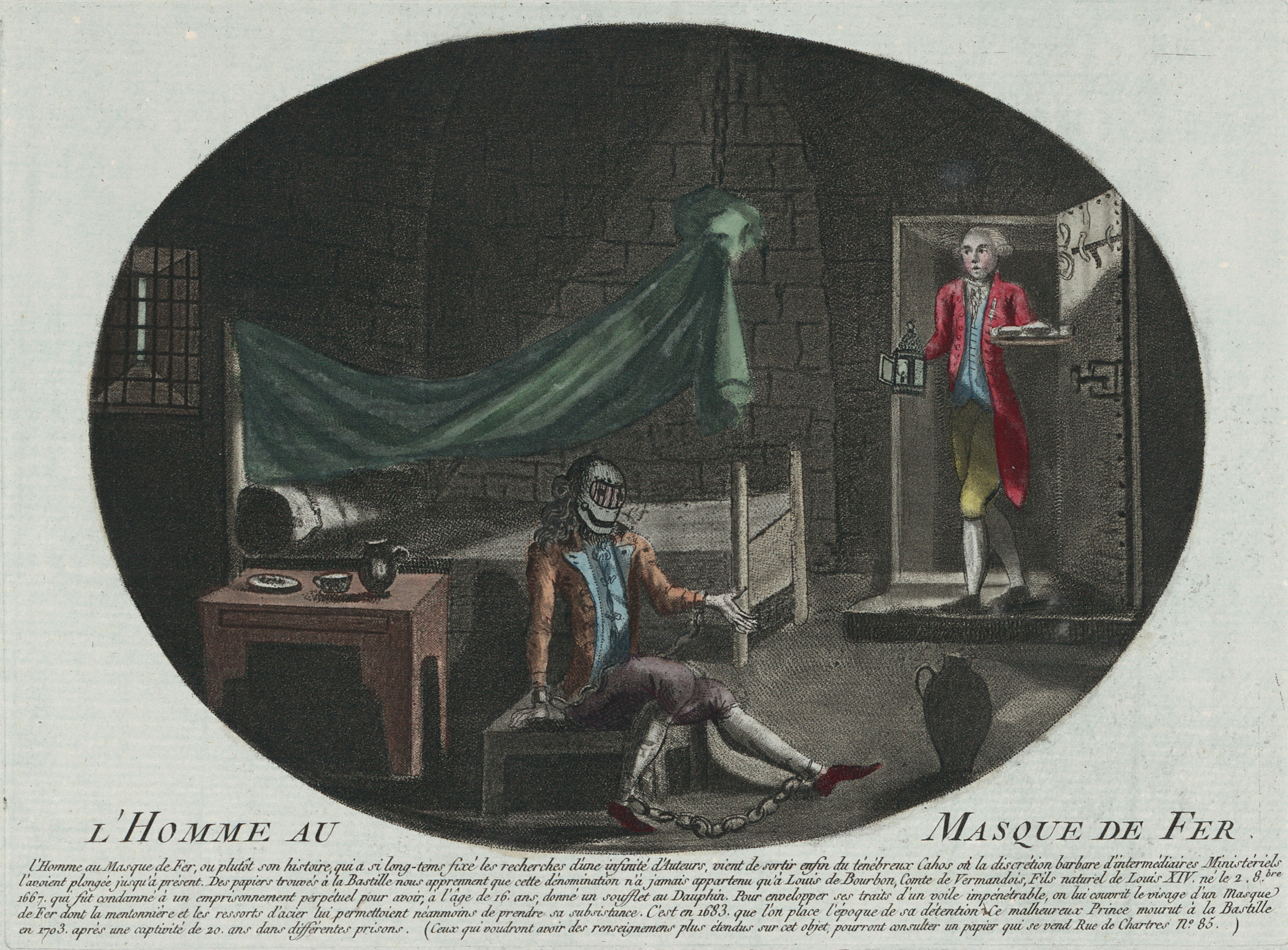
Człowiek w żelaznej masce. Autor nieznany, 1789

Ludwik de Bourbon, hrabia Vermandois, fr. Louis de Bourbon (ur. 2 października 1667 w Saint-Germain-en-Laye, zm. 18 listopada 1683 we Flandrii) – nieślubny syn króla Ludwika XIV Burbona i Louisy de la Vallière. Nazywany był Ludwikiem de Vermandois.
Urodził się w Château de Saint-Germain-en-Laye. Był najmłodszym z piątki dzieci, które urodziła jego matka, ale tylko on i jego siostra Maria Anna, starsza dokładnie o rok, nie zmarli w dzieciństwie. Imię Ludwik otrzymał po swoim ojcu. Został legitymizowany w wieku 2 lat w 1669, otrzymał tytuł hrabiego Vermandois i admirała Francji. Podobnie jak jego siostra (znana na dworze królewskim jako Mademoiselle de Blois), Ludwik nosił nazwisko de Bourbon, a nie de France.
W 1674 matka Ludwika – słynna ze swojej piękności metresa królewska, wstąpiła do klasztoru karmelitanek w paryskim Faubourg Saint-Jacques i przyjęła imię siostry Louise de la Miséricorde. Ludwik zamieszkał w Palais-Royal pod opieką stryja i stryjny - księcia Filipa I Orleańskiego i Elżbiety Charlotty z Palatynatu. Mimo że Elżbieta Charlotta patrzyła krzywo na romanse króla i jego nieślubne dzieci, Ludwika polubiła.
Książę Orleanu uważany był powszechnie za libertyna i homoseksualistę. Ludwik podczas pobytu w Palais-Royal poznał Filipa de Lorraine-Armagnac, zwanego kawalerem de Lorraine, najsłynniejszego z kochanków jego wuja. Podobno Kawaler i jego otoczenie uwiodły młodego Ludwika. W czerwcu 1682 Ludwik XIV wygnał syna i kawalera. Ludwik trafił do Normandii. Elżbieta Charlotta postanowiła pogodzić ojca z synem i przekonała Ludwika XIV, aby wysłał de Vermandois jako żołnierza do Flandrii, która wtedy znajdowała się pod francuską okupacją. De Vermandois udał się pod oblegane Courtrai i tam zachorował. Mimo choroby, desperacko pragnąc odzyskać miłość ojca, walczył dalej. Nie posłuchał rad lekarza królewskiego i markiza de Montchevreuil. Nie wycofał się do Lille. Zmarł w wieku 16 lat.
Pochowano go w katedrze w Arras. Jego siostra i jego ciotka bardzo przeżyły jego śmierć, ale jego ojciec podobno nie uronił ani jednej łzy. Jego matka, pokutująca za swą rozwiązłość w klasztorze, miała powiedzieć, że płacze bardziej nad faktem jego urodzenia niż jego śmierci.
Według niektórych, to Ludwik de Vermandois był człowiekiem w żelaznej masce.